# 美國第二航空隊
第二航空隊（英語：Second Air Force）是美国空军教育训练司令部下属的一个编号航空隊，指揮部位于密西西比州的基斯勒空军基地。